# Konjičko drvorezbarstvo
Konjičko drvorezbarstvo je kulturna baština drvorezbarstva, umjetnički zanat s dugom tradicijom u bosanskohercegovačkom gradu Konjic. Drvene rezbarije, koje uključuju namještaj, sofisticirane interijere i male dekorativne predmete, ističu se svojim prepoznatljivim ručno izrezbarenim motivima i ukupnim vizualnim identitetom. Rezbarenje je sastavni dio kulture lokalne zajednice, mjera ljepote i ugodnosti kućnog interijera i tradicija koja stvara osjećaj zajednice i pripadnosti. Ono igra važnu ulogu na razini lokalne zajednice u Konjicu, ali i diljem zemlje, pa i u zajednicama dijaspore.
To je također ekonomski održiv, društveno uključujući i ekološki održiv zanat kojim se bave različite etničke skupine i koji služi i kao instrument dijaloga i suradnje. Zanat je široko rasprostranjen među stanovnicima Konjica, a vlasnici obiteljskih radionica za rezbarenje drveta su najodgovorniji za očuvanje elementa, obučavanje učenika drvoprerađivača i popularizaciju zanata. Znanja i vještine prenose se prvenstveno kroz osposobljavanje novaka u radionicama, kao i kroz međugeneracijski prijenos unutar obitelji.
Zbog toga je konjičko drvorezbarstvo kao nematerijalna svjetska baština upisano na UNESCO-ov popis nematerijalne svjetske baštine u Europi 2017. godine, kao drugi element iz Bosne i Hercegovine upisan na UNESCO-ov „Reprezentativni popis nematerijalne kulturne baštine čovječanstva”

## Povijest
Prije austrougarske vladavine u Bosni i Hercegovini, vještinu drvorezbarstva u konjički kraj, odnosno gornji tok rijeke Neretve (od Bijele do Grušče) donijeli su doseljeni zemljoradnici, drvorezbari iz Hercegovine. 
Njihov centar bila su sela Grušča, Ribari, Čičevo i Bijela. Konjički su drvorezbari sudjelovali i na međunarodnim izložbama.
Proces nominacije Konjičkog drvorezbarstva započet je još 2014. godine, u suradnji Federalnog ministrastva kulture i sporta i lokalne zajednice u Konjicu koja baštini ovaj element.

## Vanjske poveznice
- E. Halimić, Konjičko drvorezbarstvo je definitivno evropsko kulturno naslijeđe, Dnevni Avaz, 30. lipnja 2018. (bos.)
- Može li konjičko drvorezbarstvo na UNESCO-ovu listu?, http://balkans.aljazeera.net (video) 2:55 min (bos.)
- UNESCO: Representative List of the Intangible Cultural Heritage of Humanity - 2017 (video) 10:20 min (bos.)